# الأزمة الدستورية الماليزية 1988
الأزمة الدستورية الماليزية عام 1988 (وتُعرف أيضًا بالأزمة العدلية عام 1988) هي سلسلة من الأحداث التي بدأت تزامنًا مع انتخابات حزب المنظمة الوطنية الملايوية المتحدة عام 1987 وانتهت بإيقاف رئيس المحكمة العليا صالح عباس وطرده من منصبه. حصلت المحكمة العليا في الأعوام السابقة لسنة 1988 على استقلال متنامي عن الأفرع الحكومية الأخرى. ثم اتخذت الأمور منحى مختلفًا عندما أصبح مهاتير محمد رئيسًا للوزراء، ومهاتير كان من المؤمنين بسيادة الأفرع التنفيذية والتشريعية. اعتبر الكثيرون أن أفعال مهاتير التي هدفت إلى طرد صالح عباس وقاضيين آخرين في المحكمة العليا بمثابة نهاية استقلال السلطة القضائية في ماليزيا.
منذ عام 1988، برزت عدة دعوات متكررة لإعادة النظر رسميًا بممارسات الحكومة خلال الأزمة. في عام 2008، قال وزير العدل المعين حديثًا بحكم الأمر الواقع، وهو زايد إبراهيم، أن الحكومة مضطرة لتقديم اعتذار رسمي عن طردها للقضاة، واصفًا ممارسات الحكومة خلال الأزمة بـ «غير المناسبة». بعد فترة ليست بالطويلة، قال رئيس الوزراء عبد الله أحمد بدوي أن الأمة لم تتعافى حتى الآن من تلك الأزمة، وأعلن عن تعويضات على سبيل المنحة لصالح القضاة المطرودين أو الموقوفين.

## التدخل القضائي في النزاع السياسي
في عام 1987، أقام حزب المنظمة الوطنية الملايوية المتحدة –الحزب الرئيس في تحالف الجبهة الوطنية الحاكم– انتخابات لعدة مناصب داخل الحزب. لأول مرة منذ 12 سنة، لاقى الرئيس مهاتير منافسة من خصومه. كان تغكو غزالي حمزة المرشح عن «الفريق ب» للرئاسة، ونافس مهاتير وحملته المحسوبة على «الفريق أ». ظهرت حملة مكثفة لكسب دعم نحو 1500 مفوضٍ من أفرع الأحزاب على طول البلاد وعرضها، وكان هؤلاء المفوضين هم من سينتخبوا مسؤولي الحزب. توقع أنصار غزالي فوز مرشحهم، وبعد فترة قصيرة من مقاطعة الانتخابات، انتشرت شائعات في الجمعية العامة لحزب المنظمة الوطنية الملايوية المتحدة تفيد بفوز غزالي. لكن عند ظهور النتائج الرسمية، فاز مهاتير بـ 761 صوت مقابل 718 لغزالي. هزم عبد الغفار بابا، المرشح عن الفريق أ لمنصب نائب الرئيس، خصمه موسى بن هيثم من الفريق ب أيضًا، وكسب الفريق أ 16 مقعدًا من أصل 25 في المجلس الأعلى لحزب المنظمة الوطنية الملايوية المتحدة.
استاء أنصار غزالي من نتائج الانتخابات، وأصروا على أنها مزورة. تفاقم غضبهم بعدما سعى مهاتير إلى تطهير الحكومة من جميع أعضاء الفريق ب. نتيجة ذلك، رفع 12 عضوًا من حزب المنظمة الوطنية الملايوية المتحدة دعوى قضائية للمحكمة العليا، آملين بإصدار المحكمة قرارًا يبطل نتائج الانتخابات ويمهد الطريق لانتخابات جديدة. ادعى المدعون أن 78 مفوضًا انتخبوا من طرف أفرعٍ ليست مسجلة لدى الأمين العام للجمعيات، بالتالي ليسوا مؤهلين للاقتراع. ادعوا أيضًا أن بعض الوثائق المتعلقة بالانتخابات تعرضت للعبث بها وتزويرها. لم يكن غزالي من بين المدعين الـ 12، لكن ساد اعتقاد واسع أنه موّل ونسّق تلك الدعوى القضائية.
لاحقًا، انسحب أحد المدعين الـ 12 من القضية، لكن الأعضاء الباقين استمروا. في نهاية المطاف، منحت المحكمة العليا الأحزابَ مهلة أسبوعين للتوصل إلى تسوية في المحكمة. شُكلت ضمن حزب المنظمة الوطنية الملايوية «لائحة الوحدة» لإدارة المفاوضات والتوصل إلى تسوية. على أي حال، بدا واضحًا أن الخلافات غير قابلة للحل –لم يرضَ الفريق ب إلا بانتخابات جديدة، بينما أصر الفريق أ على سحب الدعوى القضائية والتوصل إلى حلّ «يحفظ ماء الوجه» ويسمح لبعض أعضاء الفريق ب بالبقاء ضمن الحزب. في نهاية المطاف، أعلن المدعون الـ 11 أنهم سيسعون لاستصدار حكمٍ نهائي من المحكمة.
لم يعجب مهاتير بهذا الأمر، وسبق له أن اصطدم مع القضاء في عدة مناسبات سابقة. في إحدى المرات، رفضت المحكمة العليا قرارًا حكوميًا يقتضي إبطال تصاريح عمل صحفيين أجنبيين انتقدا الحكومة. بدأ مهاتير هجومًا حادًا على القضاء، فتحدث لمجلة الـتايم «القاضي يقول: “على الرغم من إقرارك قانونًا لغاية معينة، نعتقد أن غايتك خاطئة، لذا نريد إعطاءك تفسيرنا الخاص للقانون”. إذا لم نوافق، تقول المحكمة “سنفسّر عدم موافقتك”، وإذا وافقنا (الحكومة والبرلمان)، سنخسر بذلك السلطة التشريعية». انتقد مهاتير بشدة ما أسماهم بـ «الخراف السود» أو القضاة، حيث قال أنهم «يسعون لأن يكونوا مستقلين بشكل عنيف»، واتهمهم بالتلاعب بالرأي العام. عقب تصريحه الأخير، أعادت الحكومة تعيين عددٍ من قضاة المحكمة العليا في أقسام مختلفة، من بينهم القاضي هارون هاشم الذي كان مسؤولًا عن قضية حزب المنظمة الوطنية الملايوية. لكن بما أن المحكمة كانت تعالج القضية في تلك الفترة، لم يسرِ مفعول قرار نقل هارون حتى إغلاق القضية.
لذا اضطر هارون إلى إصدار حكمه الأخير بقضية «المنظمة الوطنية الملايوية المتحدة 11». لم تقبل الدلائل المعروضة في القضية الجدل حولها، لكن محامي الدفاع عن المنظمة ادعى عدم استنفاد كافة الجزاءات داخل المنظمة. أصر المدعون في المقابل على الحقيقة القائلة أن ما لا يقل عن 30 فرعًا غير مسجل أرسلوا مفوضين إلى انتخابات حزب المنظمة الوطنية الملايوية، وبالتالي يجب إبطال النتائج. في نهاية المطاف، شطب هارون الدعوى مستندًا على الفقرة 41 من قانون الجمعيات عام 1966، والذي يقول أن أي جمعية تصبح «غير قانونية» تلقائيًا إذا لم يُسجّل أي فرعٍ من فروعها ضمن أمين سجلات الجمعيات. جراء ذلك، أعلن هارون أنه لا يملك خيارًا سوى اعتبار المنظمة الوطنية الملايوية «جمعية غير شرعية»، ما جعل انتخابات عام 1987 باطلة. ألقى هارون اللوم على البرلمان فيما يتعلق بقراره، قائلًا: «لو كان القانون القديم قائمًا... كان باستطاعة المرء تطبيق مبدأ القانون المشترك، لكن يبدو أن البرلمان جعل هذا البند صارمًا لضمان الالتزام التام بالقانون».
حالما برز القرار للعلن، أكد مهاتير لأعضاء المنظمة الوطنية الملايوية أن القانون قائمٌ على «تفاصيل» صغيرة، لذا بالإمكان استعادة الحزب وشرعيته بسهولة. ذكّر مهاتير العامّة أيضًا أن القرار لا يهدد منصبه بصفته رئيس الوزراء، فلا يمكن تنحيته عن السلطة إلا عن طريق حجب الثقة عن الحكومة. بعد مرور أسبوعين على قرار هارون، أعلن مهاتير تسجيل حزب المنظمة الوطنية الملايوية المتحدة الجديد (بارو). تألفت قيادة الحزب الجديد بشكل شبه كامل من أعضاء الفريق أ، واستمر هؤلاء على مر الأشهر القليلة القادمة بنقل أصول الحزب القديم إلى الحزب الجديد. تابع المفوضون الـ 11 من الحزب القديم رفع قضيتهم إلى أعلى محكمة في البلاد، وهي المحكمة العليا، سعيًا لإبرام انتخابات جديدة للحزب القديم واستعادة المكانة القانونية للحزب. على أي حال، رُفض طلب هؤلاء. ثم قرر غزالي تأسيس حزب جديد يركز على «روح عام 1946» –العام الذي تأسس فيه حزب المنظمة الوطنية الملايوية المتحدة. في المقابل، قرر حزب المنظمة الوطنية الملايوية المتحدة الجديد (بارو) التخلي عن كلمة «بارو–الجديد» الزائدة، ما يعني في الواقع أن الحزب ادعى أحقيته في خلافة حزب المنظمة الوطنية الملايوية المتحدة القديم بدلًا من حزب غزالي، بينما أطلق الحزب الأخير على نفسه اسم سمانغات 46 (روح 46).